# Robert Goutay
Robert Goutay est un homme politique français né le 21 novembre 1804 à Saint-Mandé (Val-de-Marne) et décédé le 19 avril 1889 à Paris.
Robert Théodore Goutay appartenait à une famille bourgeoise de Joze (Puy-de-Dôme). Il fait ses études de droit à Paris et s'inscrit comme avocat au barreau de Thiers en 1827. Il est dans l'opposition libérale sous la Monarchie de Juillet. Il est élu représentant du Puy-de-Dôme en 1848 et siège à gauche. Non réélu en 1849, il s'inscrit comme avocat à Riom et devient bâtonnier. Sous le Second Empire, il se tient à l'écart de la vie politique. Candidat républicain à plusieurs élections après 1871, il est finalement élu sénateur du Puy-de-Dôme en 1882 et le reste jusqu'à son décès.
Il est inhumé au cimetière de Joze.